# Seasons in the Abyss
Seasons in the Abyss (Estaciones en el Abismo) es el quinto álbum de estudio de Slayer. Fue grabado y lanzado en 1990 por Def American Records (después llamado American Recordings). Fue también el último álbum con el baterista original Dave Lombardo quien dejó la banda en 1992 y fue reemplazado por Paul Bostaph antes de lanzar su siguiente álbum Divine Intervention.
Seasons in the Abyss fue un regreso al sonido de Reign in Blood, aunque permaneció un sonido ligeramente más melódico heredado de su trabajo antecesor. El videoclip de la canción homónima al disco, segundo de la carrera de Slayer, fue grabado en las pirámides de Egipto poco antes de la Guerra del Golfo. De este disco se destacan temas como «War Ensemble», «Seasons in the Abyss», «Dead Skin Mask», «Spirit in Black» y «Skeletons of Society». Técnicamente hablando, se dobla la voz de Tom en «Temptation» y se incorpora la voz de un niño en la ya mencionada anteriormente «Dead Skin Mask» (La cual trata sobre Ed Gein).
Algunas letras se basan en críticas sociales desde un punto de vista quizá negativo sobre la juventud y la guerra, como por ejemplo la letra de los temas «Skeletons of Society» y «Expendable Youth».

## Lista de canciones
| N.º | Título                 | Letras                   | Música         | Duración |  |
| 1.  | «War Ensemble»         | Tom Araya, Jeff Hanneman | Hanneman       | 4:54     |  |
| 2.  | «Blood Red»            | Araya                    | Hanneman       | 2:50     |  |
| 3.  | «Spirit in Black»      | Kerry King               | Hanneman       | 4:07     |  |
| 4.  | «Expendable Youth»     | Araya                    | King           | 4:10     |  |
| 5.  | «Dead Skin Mask»       | Araya                    | Hanneman       | 5:20     |  |
| 6.  | «Hallowed Point»       | Araya, Hanneman          | Hanneman, King | 3:24     |  |
| 7.  | «Skeletons of Society» | King                     | King           | 4:41     |  |
| 8.  | «Temptation»           | King                     | King           | 3:26     |  |
| 9.  | «Born of Fire»         | King                     | Hanneman, King | 3:07     |  |
| 10. | «Seasons in the Abyss» | Araya                    | Hanneman       | 6:36     |  |

## Créditos
Slayer
- Tom Araya - voz, bajo
- Kerry King - guitarra líder, guitarra rítmica, coros en "Seasons in the Abyss" y "Skeletons of Society"
- Jeff Hanneman - guitarra líder, guitarra rítmica
- Dave Lombardo - batería

Producción
- Rick Rubin – producción
- Andy Wallace– producción, ingeniería, mezclas
- Larry Carroll – diseño portada, ilustraciones
- Chris Rich – asistente de ingeniería
- David Tobocman – asistente de ingeniería
- Allen Abrahamson – asistente de ingeniería
- Robert Fisher – diseño gráfico
- Rick Sales – administración
- Howie Weinberg – masterización
- Sunny Bak – fotografía
- Marty Temme – fotografía